# World Games 2017/Teilnehmer (Puerto Rico)
| Gelbes Symbol für Goldmedaillen mit stilisierten Olympischen Ringen | Graues Symbol für Silbermedaillen mit stilisierten Olympischen Ringen | Braundes Symbol für Bronzemedaillen mit stilisierten Olympischen Ringen |
| ------------------------------------------------------------------- | --------------------------------------------------------------------- | ----------------------------------------------------------------------- |
| —                                                                   | —                                                                     | —                                                                       |

Puerto Rico nahm in Breslau an den World Games 2017 teil. Puerto Rico nominierte nur zwei Athletinnen, somit die zweitkleinste Delegation.

## Teilnehmer nach Sportarten

### Feldbogenschießen
| Männer        |               |     |    |               |               |               |               |               |               |               |               |               |               |               |
| Marla Cintron | Compoundbogen | 675 | 21 | ausgeschieden | ausgeschieden | ausgeschieden | ausgeschieden | ausgeschieden | ausgeschieden | ausgeschieden | ausgeschieden | ausgeschieden | ausgeschieden | ausgeschieden |

### Kraftdreikampf
| Frauen              |               |       |       |       |       |        |   |
| Maria Luisa Vasquez | Leichtgewicht | 182,5 | 110,0 | 160,0 | 452,5 | 623,59 | 4 |